# Adam Erdman Trčka z Lípy
Adam Erdman Trčka z Lípy, tyska Adam Erdmann Trčka von Lípa eller Adam Erdmann Trzka von Leipa, född 1599, död 25 februari 1634 i Eger, greve, böhmisk konspiratör.
Adam Erdman Trčka var son till en av Böhmens rikaste magnater, Jan Rudolf Trčka z Lípy, och Maria Magdalena von Lobkowitz. Tack vare sin förmögenhet kunde Trčka ensam uppsätta flera regementen i Wallensteins här och avancerade till fältmarskalklöjtnant. Han var svåger till Wallenstein och en av dennes förtroligaste vänner; vid alla viktigare tillfällen intill det sista tycks han ha befunnit sig vid dennes sida. Han och hans närmaste anhöriga tycks ha varit medelpunkten för de hemliga planerna på ett självständigt valrike Böhmen, vars krona skulle lämnas åt Wallenstein.
I de mycket omtalade tvetydiga underhandlingar med Gustav II Adolf och Axel Oxenstierna, som Wallenstein förde 1631-1633 och som gick ut på att förskaffa denne böhmiska kronan i utbyte mot kraftigt understöd åt kejsaren, spelar Trčka en huvudroll. Han tycks oftast ha varit den medlande länken mellan de underhandlande parterna. Då Wallenstein föll ett offer för sin dubbelhet, i Eger 25 februari 1634, mördades även Trčka.